# Murayama Tomoyoshi

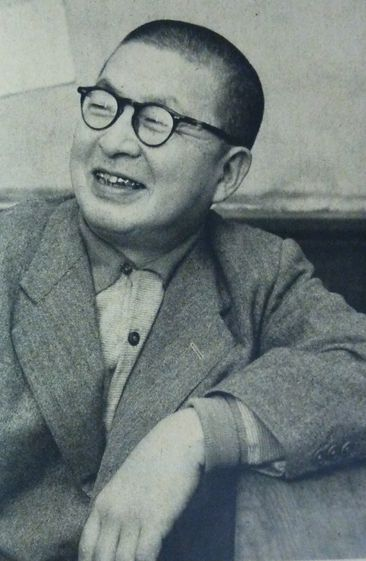
Murayama Tomoyoshi

Murayama Tomoyoshi (japanisch 村山 知義; * 18. Januar 1901; † 22. März 1977) war ein japanischer Schriftsteller.

## Leben
Während seiner Studienzeit beschäftigte sich Murayama mit westlicher Philosophie und wurde ein Anhänger des Marxismus. Nach einem kurzen Besuch der Universität Tokio ging er 1922 nach Berlin und studierte Malerei. Aus dieser Zeit ist ein Gemälde mit dem deutschen Titel „Schönen Mädchen gewidmet“ (Öl auf Leinwand, 93,5 × 80 cm) erhalten. Selbst seit seiner Jugend ein begeisterter Maler, bewunderte er insbesondere Wassily Kandinsky und allgemein den Konstruktivismus. Großen Eindruck machte auf ihn die deutsche avantgardistische Theaterszene, die er während eines Aufenthaltes kennenlernte.
Nach seiner Rückkehr 1923 nach Japan gründete er eine avantgardistische Künstlergruppe, die mit einem experimentellen Tanz- und Theaterabend am Tsukiji Shōgekijō großen Erfolg hatte. 1924 erhielt er den Auftrag, eine Shigeki-Version von Georg Kaisers Von morgens bis mitternachts zu schreiben. Ab 1926 verfasste er eigene Theaterstücke und wurde zu einem der führenden Vertreter des proletarischen Dramas. Das Stück Boryokudanki über den chinesischen Eisenbahnerstreik von 1923 gilt als eines der bedeutendsten Werke dieses Genres.
1932 wurde er verhaftet. 1933 distanzierte er sich vom Marxismus, bemühte sich aber während der Kriegszeit, die linke Theaterbewegung am Leben zu erhalten. Nach 1945 wirkte er überwiegend als Theaterleiter. 1974 ehrte ihn das Theatermagazin Teatro anlässlich seiner 400. Schauspielproduktion. Neben Theaterstücken verfasste Murayama auch Romane und Kinderliteratur.